# غرانق الماء
غرانق الماء أو حُوْرِيّ البحر (بالإنجليزية: Mermen) هو كائن أسطوري ذكر مكافئ لحوريات البحر، والذي يملك شكل ذكرٍ بشري من الرأس حتى الخصر، وشكل سمكة في نصفه السفلي، إذ يملك ذيل سمكة قشري بدلاً من الساقين، بالعامية يقال له عريس البحر. 
على عكس حوريات البحر، فإن حوريّي البحر عادة ما صوروا على أنهم كائنات غير جذابة. ومع ذلك، فإن بعض التصورات الحديثة تظهرهم وسماء.

## الأساطير

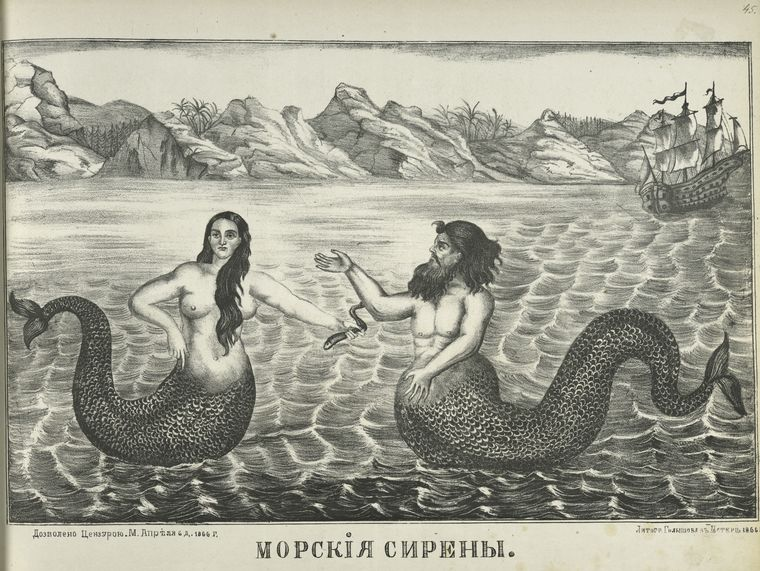
عريس وعروس بحر، 1866. فنان شعبي روسي مجهول

في الأساطير الإغريقية، غرانق الماء عادة ما يصورون على أن لديهم شعر مثل الأعشاب البحرية الخضراء، ولحية كثة، ورمح متعدد الرؤوس. في الأساطير الإيرلندية، فإن غرانق الماء يوصفون بالكائنات غاية في القبح بشعرٍ أخضر، وعيون الضيقة، وأنفٍ أحمر. في القرون الوسطى بأوروبا، كانت غرانق الماء في بعض الأحيان تحمل مسؤولية التسبب بالعواصف العنيفة وإغراق السفن.
أفعال وسلكويات غرانيق الماء يمكن أن تختلف بشكل كبير تبعًا لمصدر والفترة الزمنية للقصص المتعلقة. إذ قيل أنهم يغرقون السفن باستدعاء العواصف الكبيرة، ولكن قيل أيضًا أنهم معلمون حكماء، وفقًا لأساطير الأولين. غرانيق الماء مثل حوريات البحر، بوسعهم إغراء وجذب البشر بأصوات غنائهم ونغماتهم اللحنية والمغرية.

## غرانق ماء بارزة

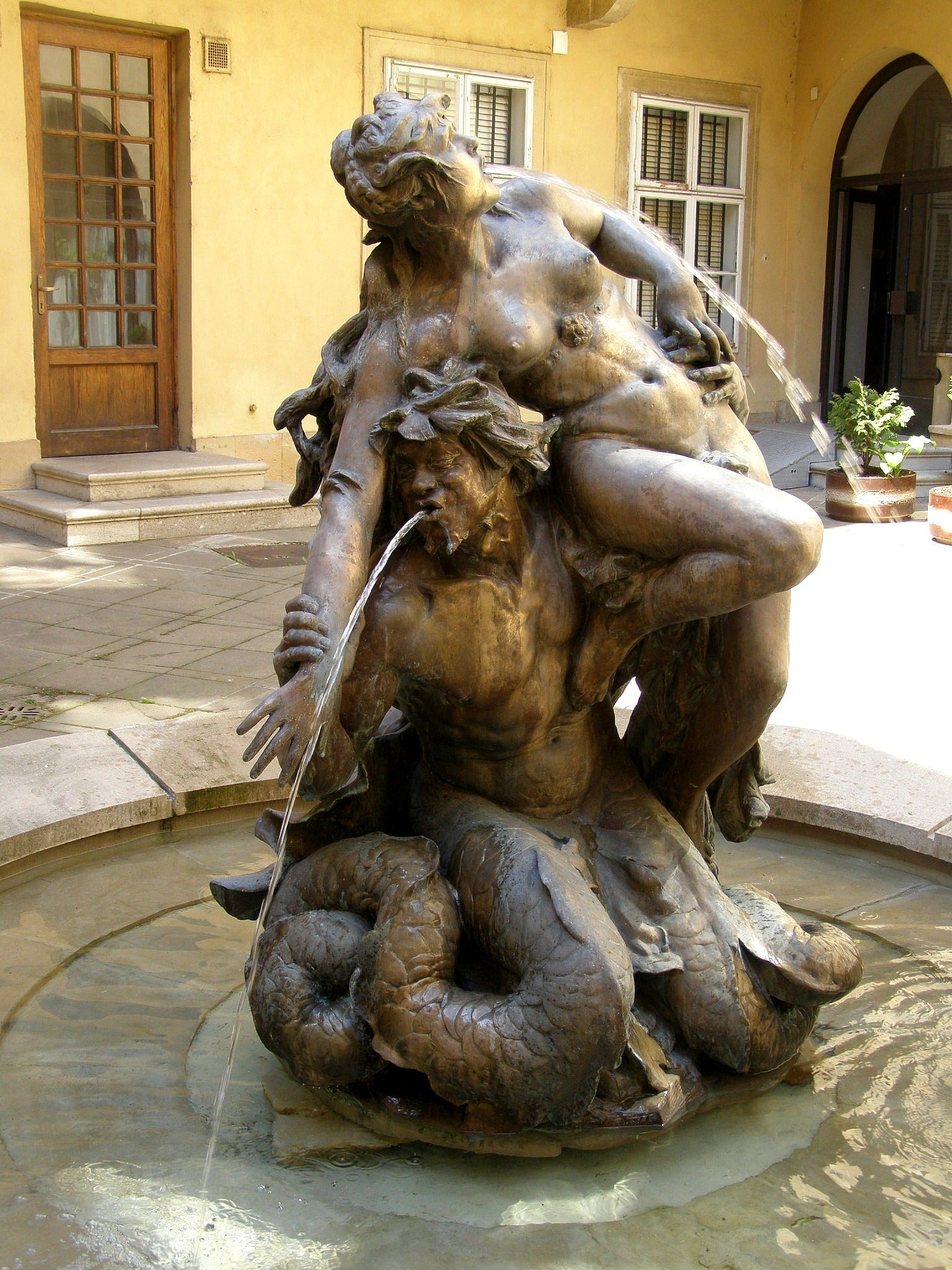
ترايتون مع حوراء

غرانق الماء الأكثر شهرة هو على الأرجح ترايتون، ابن بوسيدون وأمفيتريت. على الرغم أن أمفيتريت أنجبت غرانق ماء، فإن كل من بوسيدون وأمفيتريت لم يكونا من سكان البحر، مع ذلك فإن كلاهما كان بوسعهما العيش تحت الماء كما على اليابسة. ترايتون كان أيضًا معروف بواق البحر لاستخدامه  صدفة المحار.
كما يوجد غرانيق ماء أخرى جديرة بالملاحظة مثل أسطورة أدبا البابلية، وإنكي السومرية.
غرانق ماء آخر بارز من الأساطير الإغريقية كان غلاوكوس. فقد ولد إنسانًا وعاش حياته المبكرة كصياد سمك. وفي يومٍ ما، وأثناء صيده، رأى السمكة التي اصطادها ستقفز من العشب للحبر. أكل بعضًا من العشب، معتقدًا بأن له خصائص سحرية، وشعر برغبةٍ ساحقة بأن يكون بالبحر. قفز إلى المحيط ورفض العودة إلى اليابسة. استمعت آلهة البحر القريبة لصلواته وحولته إلى إله بحر.أوفيد وصف تحول غلاوكوس في التحولات، واصفًا إياه كرجل أزرق محضر بعضوٍ سمكي مكان ساقيه.
في ملحمة القرون الوسطى الروسية سادكو تضمنت تسار بحري والذي كان بدوره غرانق ماء.

## الأدب والثقافة الشعبية
كتب ماثيو أرنولد قصيدة باسم «عريس البحر المنبوذ» حول غرانق ماء قد هجرته زوجته البشرية وأطفاله. غرانيق الماء قد تبرز في الخيال العلمي والأدب الفانتازي، على سبيل المثال، كاتب الخيال العلمي جو هالدمن كتب كتابين لأتار غرانق الماء والتي تروي بأن غرانيق ماء معززة وراثيًا يمكنها التواصل تخاطريًا مع الدلافين. سامويل آر ديلاني كتب قصة قصيرة باسم دريفتغلاس والتي يخلق فيها غرانيق ماء جراحيًا كبشر برمائيون بخياشيم، بينما في رواية ج. ك. رولينغ "هاري بوتر" مجموعة من سكان البحريعيشون ببحيرة خارج هوغورتس.
في بعض الأحيان يظهر غرانيق الماء في القصص المصورة، والألعاب، وبرامج التلفزيون، والأفلام الحديثة. على الرغم من إظهارهم بشكل غير جذاب في أعمال تقليدية، فإنه في بعض الأعمال الحديثة فإن غرانيق الماء قد صوروا على أنهم وسماء، وأقوياء، وشجعان. في فترة 1977–1978 بث مسلسل تلفزيوني يدعى رجل من أطلانطس، مثلّ فيه باتريك دافي دور عريس البحر الناجي من أطلانطس. في قصص دي سي المصورة، فإن أسطورة غرانيق الماء تلعب دورًا أساسيًا في قصة الرجل المائي. غرانق الماء يمكن إيجادها أيضًا في لعبة  سجون وتنانين.
الوحش الرجل الخيشوم من فيلم مخلوق من البحيرة السوداء يمكن أن يرى كتكييف معاصر لخرافة عريس البحر.